# Maurizio Stecca
Maurizio Stecca (* 9. März 1963 in Santarcangelo di Romagna) ist ein ehemaliger italienischer Boxer.

## Amateur
Stecca gewann von 1979 bis 1981 drei Mal in Folge die italienische Meisterschaft im Bantamgewicht (-54 kg). 1982 wurde er in Schwerin Junioreneuropameister und gewann die Militärweltmeisterschaften in Algier. Im Jahr 1983 siegte er beim Weltcup in Rom, schied jedoch bei der Europameisterschaft in Sofia schon im Viertelfinale gegen Klaus-Dieter Kirchstein aus der DDR aus.
Bei den Olympischen Spielen 1984 in Los Angeles gewann Stecca nach Siegen über Philippe Sutcliffe, Irland (5:0), Star Zulu, Sambia (5:0), Robinson Pitalua, Kolumbien (5:0), im Halbfinale über Pedro Nolasco, Dominikanische Republik (5:0), und im Finale über Héctor López, Mexiko (4:1), die Goldmedaille in der Bantamgewichtsklasse.

## Profi
Stecca wurde noch 1984 Profi und gewann nach 35 Siegen in 35 Kämpfen 1989 den damals wenig angesehenen WBO-Titel im Federgewicht. Schon seine zweite Titelverteidigung verlor er vorzeitig gegen den US-amerikanischen IBF-Weltmeister Louie Espinosa. Im Jahr 1991 gewann er den wieder vakant gewordenen Titel zurück, verteidigte ihn gegen zwei unterklassige Gegner und verlor ihn im Mai 1992 an den Briten Colin McMillan.
Seine letzten vier Titelkämpfe fanden alle in Frankreich um die Europameisterschaft statt. Er schlug 1992 Fabrice Benichou nach Punkten, unterlag 1993 Hervé Jacob durch technischen K. o., gewann den Rückkampf vorzeitig und verlor dann gegen Stephane Haccoune. Nach einer eineinhalbjährigen Pause gewann Stecca 1995 den italienischen Meistertitel und beendete kurz darauf seine Karriere.